# КМС-120
Козятинська колі́йна маши́нна ста́нція № 120 — підприємство, невід'ємна частина Південно-Західної залізниці, яке розташоване у смт.Залізничне виробнича база на станції Козятин II.
Основна діяльність КМС-120 — виконання колійних ремонтних робіт, а саме капітальний та середній ремонт колій, капітальний ремонт стрілочних переводів на залізобетонних брусах із застосуванням машин важкого типу УК-25/18, УК-25СП, ВПО-3000, ВПРС-02, тракторної техніки, засобами малої механізації.

## Джерело
- кубок від Кривопішина[недоступне посилання з липня 2019]
- http://www.swrailway.gov.ua/file/article/126/zvit_2012.pdf [Архівовано 24 вересня 2015 у Wayback Machine.]
- http://b2btoday.com.ua/id/3841619 [Архівовано 25 жовтня 2014 у Wayback Machine.]